# Tachytrechus parvicauda
Tachytrechus parvicauda är en tvåvingeart som först beskrevs av Van Duzee 1929.  Tachytrechus parvicauda ingår i släktet Tachytrechus och familjen styltflugor.
Artens utbredningsområde är Guatemala. Inga underarter finns listade i Catalogue of Life.